# Ammore pe na sera
Ammore pe na sera è un singolo del cantautore italiano Tropico, pubblicato il 17 maggio 2024.

## Video musicale
Il video, diretto da Mirko Salciarini e girato a Maiori, è stato reso disponibile in concomitanza con il lancio del singolo attraverso il canale YouTube del cantautore e vede la partecipazione dell'attrice Martina Iacomelli.

## Tracce
Testi di Davide Petrella, musiche di Davide Petrella, Rosario Castagnola e Sarah Tartuffo.
1. Ammore pe na sera – 3:30